# Choi Gaon
Choi Gaon (3 novembre 2008) è una snowboarder sudcoreana, specializzata nell'halfpipe.

## Biografia
Specializzata nell'halfpipe, la Choi è attiva in gare FIS dal gennaio 2022. È nota per aver vinto la medaglia d'oro ai Winter X Games XXVII, diventando l'atleta più giovane a riuscire nell'impresa.

## Palmarès

### Winter X Games
- 1 medaglia:
  - 1 oro (superpipe ad Aspen 2023)

### Mondiali juniores
- 1 medaglia:
  - 1 oro (halfpipe a Leysin 2022)

### Coppa del Mondo
- Miglior piazzamento nella Coppa del Mondo generale di freestyle: 17ª nel 2024
- 3 podi:
  - 1 vittoria
  - 1 secondo posto
  - 1 terzo posto

#### Coppa del Mondo - vittorie
| Data             | Luogo           | Paese       | Disciplina |
| ---------------- | --------------- | ----------- | ---------- |
| 16 dicembre 2023 | Copper Mountain | Stati Uniti | HP         |

Legenda:

HP = Halfpipe